# Équipe du Liban masculine de basket-ball
Cet article traite de l'équipe masculine. Pour l'équipe féminine, voir Équipe du Liban féminine de basket-ball.
Maillots
L'équipe du Liban masculine de basket-ball (en arabe : منتخب لبنان لكرة السلة) est la sélection des meilleurs joueurs libanais de basket-ball. Elle est placée sous l'égide de la Fédération libanaise de basket-ball (FLB), représentant le Liban en basket-ball depuis sa création en 1947. L'équipe est régie par la FIBA et fait partie de la zone Asie de la FIBA. Le basket-ball est le sport national.
Le Liban a connu le succès tout au long de son histoire, terminant finaliste de la Coupe d'Asie de la FIBA à quatre reprises : 2001, 2005, 2007 et plus récemment en 2022. L'équipe a également participé au Championnat du monde de la FIBA à quatre reprises (2002, 2006, 2010 et 2023), mais n'a pas dépassé le tour préliminaire.

## Histoire
En 2001, le Liban finit 2e de la Coupe d'Asie, en perdant contre le pays organisateur, la Chine, après une seconde finale; la première ayant été interrompue. En effet, l'équipe du Liban a subi une attaque des joueurs et supporters chinois lors de la première finale; lors de seconde, ils ont joué avec chacun de gros pansements. Le Liban arrive en finale contre la Chine. La finale a été reportée à cause d'une bagarre qui éclata. Ils sont tout de même qualifiés pour leur premier championnat du monde à Indianapolis.
En 2002, ils participent pour la première fois à une coupe du monde de Basket à Indianapolis, mais ils finissent derniers en perdant leurs 4 matchs de poule. En 2002, le Liban réalise sa première qualification en championnat du monde. Il termine 16e sur 16. Pour une première participation, les Libanais ne sont pas déçus de leur équipe qui ne dépasse pas les 30 points de différence encaissés.

### Coupe du monde et coupe d'Asie (2006-2008)
Le conflit israélo-libanais de 2006 a commencé deux jours après le rassemblement des joueurs libanais à Bikfaya et s'est terminé quelques jours avant le début du championnat. À cause des bombardements israéliens sur les civils, 5 journées d'entraînements ont été annulés. Les joueurs ne voulaient plus participer au championnat pour pouvoir rester avec leur famille. Finalement, après des pressions du gouvernement et de la fédération, les joueurs acceptent de représenter leur pays. Le 18 juillet, le camp d’entraînement, déplacé en Jordanie, est rejoint en plein bombardement en passant par le nord et avec 10 heures de route. Un tournoi en Syrie, la Stankovic Cup et la préparation en France ont été annulés. Les visas des joueurs, restés au Liban, ont dû être refaits. Avec Fady El Khatib, (Sagesse), le meilleur arrière d'Asie, Paul Khoury (Sagesse) et Joseph Vogel (Riyadi), deux intérieurs, le Liban espérait que son équipe irait loin lors du Championnat du monde 2006. Malgré tout, le Liban bat deux bonnes équipes, le Canada et le Venezuela, lors des matchs de préparation.
Le Liban termine second de la compétition avec 6 victoires pour 2 défaites. L'équipe du Liban perd en finale face à l'équipe d'Iran, équipe qu'elle avait battu lors du second tour. Le Liban n'est pas qualifié pour les Jeux olympiques d'été de 2008 mais participera au tournoi de qualification olympique.

## Résultats

### Palmarès
| Compétitions mondiales                             | Compétitions continentales | Autres compétitions |
| -------------------------------------------------- | --- | --- |
| - Jeux olympiques - Néant - Coupe du monde - Néant | - Coupe d'Asie - Finaliste en 2001, 2005, 2007 et 2022 - Championnat d'Asie de l'Ouest (5) - Vainqueur en 2000, 2008, 2012, 2015 et 2017 - Finaliste en 1999, 2001, 2005 et 2013 - Coupe FIBA Asie - Vainqueur en 2010 | - Jeux panarabes (1) - Vainqueur en 1957 - Finaliste en 1961 - Championnat arabe des nations (1) - Vainqueur en 2022 - Finaliste en 2010 - Troisième en 1974 |

### Parcours en compétitions internationales

#### Jeux olympiques
| Année | Position      |      | Année         | Position     |               | Année | Position |
| 1936  | Non qualifiée | 1976 | Non qualifiée | 2008         | Non qualifiée |       |          |
| 1948  | Non qualifiée | 1980 | Non qualifiée | 2012         | Non qualifiée |       |          |
| 1952  | Non qualifiée | 1984 | Non qualifiée | 2016         | Non qualifiée |       |          |
| 1956  | Non qualifiée | 1988 | Non qualifiée | 2020         | Non qualifiée |       |          |
| 1960  | Non qualifiée | 1992 | Non qualifiée | 2024         | Non qualifiée |       |          |
| 1964  | Non qualifiée | 1996 | Non qualifiée | 2028         | -             |       |          |
| 1968  | Non qualifiée | 2000 | Non qualifiée | 2032         | -             |       |          |
| 1972  | Non qualifiée | 2004 | Non qualifiée | Pays inconnu | -             |       |          |

#### Coupe du monde
| Année | Position      |      | Année         | Position |               | Année | Position |
| 1950  | Non qualifiée | 1978 | Non qualifiée | 2006     | 17e           |       |          |
| 1954  | Non qualifiée | 1982 | Non qualifiée | 2010     | 20e           |       |          |
| 1959  | Non qualifiée | 1986 | Non qualifiée | 2014     | Suspendu      |       |          |
| 1963  | Non qualifiée | 1990 | Non qualifiée | 2019     | Non qualifiée |       |          |
| 1967  | Non qualifiée | 1994 | Non qualifiée | 2023     | 23e           |       |          |
| 1970  | Non qualifiée | 1998 | Non qualifiée | 2027     | -             |       |          |
| 1974  | Non qualifiée | 2002 | 16e           | 2031     | -             |       |          |

#### Coupe d'Asie
| Année | Position      |      | Année         | Position     |           | Année | Position |
| 1960  | Non qualifiée | 1983 | Non qualifiée | 2005         | Finaliste |       |          |
| 1963  | Non qualifiée | 1985 | Non qualifiée | 2007         | Finaliste |       |          |
| 1965  | Non qualifiée | 1987 | Non qualifiée | 2009         | 4e        |       |          |
| 1967  | Non qualifiée | 1989 | Non qualifiée | 2011         | 6e        |       |          |
| 1969  | Non qualifiée | 1991 | Non qualifiée | 2013         | Suspendu  |       |          |
| 1971  | Non qualifiée | 1993 | Non qualifiée | 2015         | 5e        |       |          |
| 1973  | Non qualifiée | 1995 | Non qualifiée | 2017         | 6e        |       |          |
| 1975  | Non qualifiée | 1997 | Non qualifiée | 2022         | Finaliste |       |          |
| 1977  | Non qualifiée | 1999 | 7e            | 2025         | 8e        |       |          |
| 1979  | Non qualifiée | 2001 | Finaliste     | 2029         | -         |       |          |
| 1981  | Non qualifiée | 2003 | 4e            | Pays inconnu | -         |       |          |

## Effectif actuel
| Numéro | Joueur                 | Poste | Naissance         | Taille | Club                   |
| ------ | ---------------------- | ----- | ----------------- | ------ | ---------------------- |
| 5      | Amir Saoud             | 2     | 18 janvier 1991   | 1,87 m | Riyadi Club Beyrouth   |
| 6      | Elie Chamoun           | 2     | 21 octobre 1994   | 1,89 m | Beyrouth SC            |
| 7      | Karim Zeinoun          | 2     | 16 juin 1999      | 1,88 m | Riyadi Club Beyrouth   |
| 9      | Sergio El Darwich      | 2     | 25 juillet 1996   | 1,94 m | SC La Sagesse          |
| 10     | Ali Mansour            | 1     | 1er janvier 1998  | 1,85 m | Riyadi Club Beyrouth   |
| 11     | Ali Haidar             | 5     | 20 juillet 1990   | 2,06 m | Beyrouth SC            |
| 14     | Karim Raphael Ezzedine | 3     | 8 août 1997       | 2,06 m | Dynamo Lebanon         |
| 20     | Wael Arakji            | 1     | 4 septembre 1994  | 1,93 m | Riyadi Club Beyrouth   |
| 21     | Jonathan Arledge       | 4     | 21 septembre 1991 | 2,06 m | Séoul Samsung Thunders |
| 23     | Yousef Khayat          | 4     | 11 mars 2003      | 2,03 m | Wolverines du Michigan |
| 24     | Hayk Gyokchyan         | 4     | 11 décembre 1989  | 2,03 m | Riyadi Club Beyrouth   |
| 25     | Ali Mehzer             | 1     | 22 mars 1994      | 1,82 m | SC La Sagesse          |

Sélectionneur :  Jad el-Hajja

## L'équipe type des années 2000

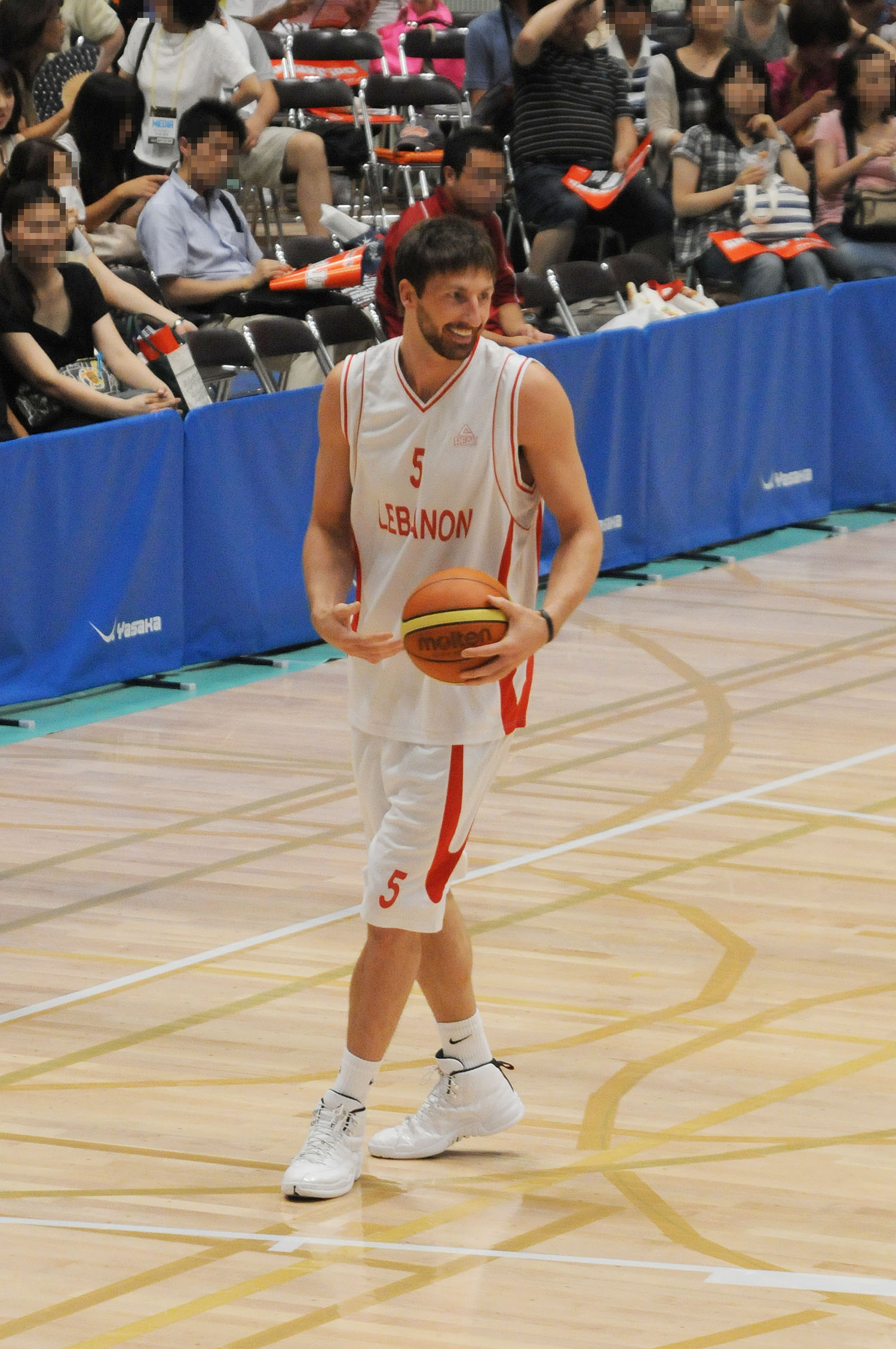
Jackson Vroman sous le maillot national en 2010

Pivots
Joseph Vogel, 2,12 m
Paul Khoury, 2,08 m
Ali Fakhreddine, 2,02 m
Ailiers forts
Hussein Tawbe, 1,95 m
Bassem Balaa, 1,98 m
Ailiers shooteurs
Jean Abdelnour, 1,97 m
Brian Beshara, 2,04 m
Arrières
Fady el-Khatib, 1,96 m
Sabah Khoury, 1,96 m
Meneurs
Ali Mahmoud, 1,81 m
Rony Fahed, 1,83 m
Omar el-Turk, 1,83 m

## Sélectionneurs successifs
- Ahon Kadian (1953)
- John Neumann (2001-2003)
- Ghassan Sarkis (2003-2005)
- Paul Caughter (2006)
- Tab Baldwin (2010-2011)
- Sam Vincent (2011)
- Ghassan Sarkis (2011-2013)
- Vaselin Matić (2015)

## Joueurs célèbres ou marquants
- Rony Seikaly
- Joseph Vogel
- Fady el-Khatib
- Elie Mechantaf
- Walid Doumiaty
- Rony Fahed
- Brian Beshara
- Reyshawn Terry